# آخرین بمباران سنگین

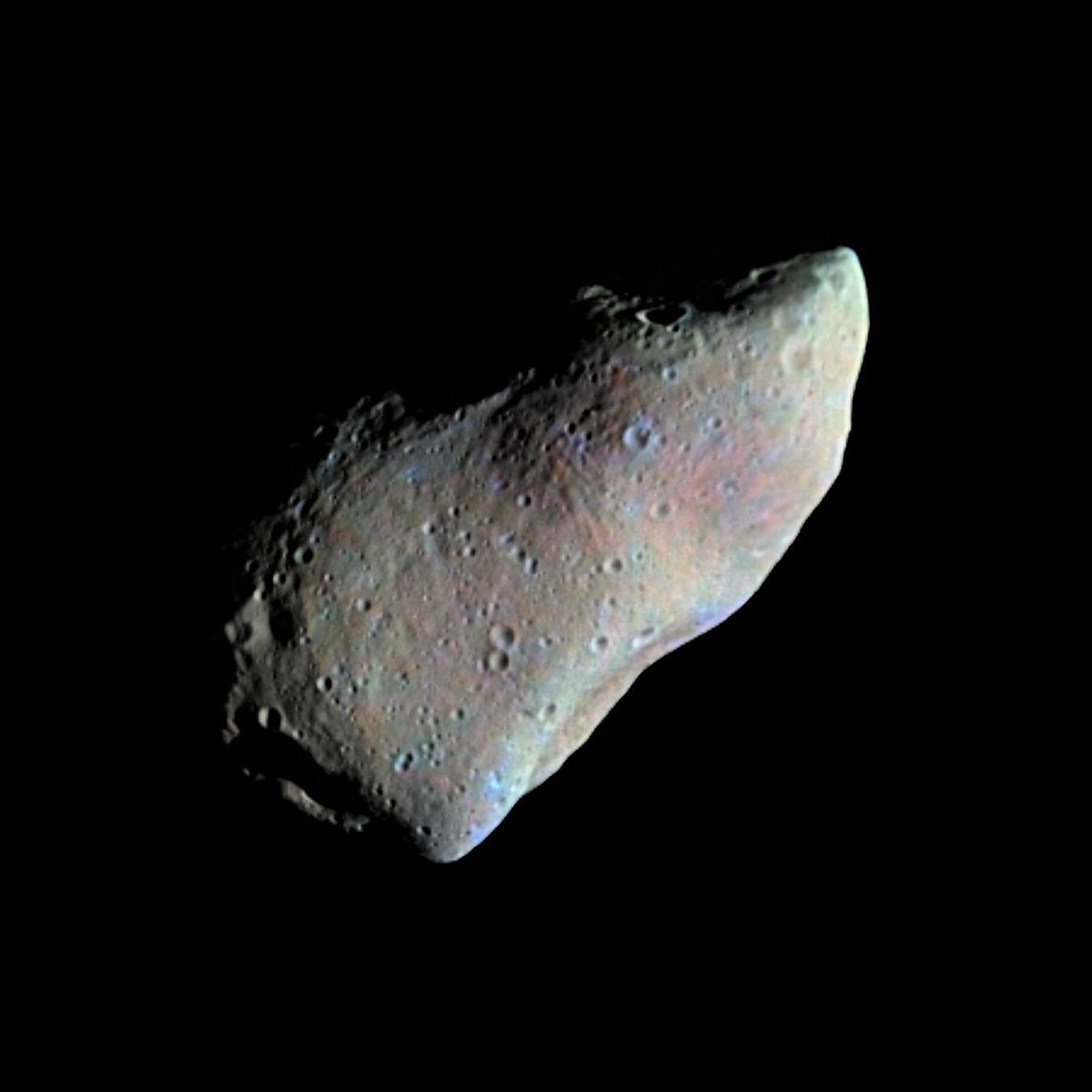
سیارک ۹۵۱ معروف به گاسپرا، که در سال ۱۹۹۱ توسط فضاپیمای گالیله از آن بازدید شد نمونه‌ای از «تکه‌سنگ‌ها»یی است که در دورهٔ آخرین بمباران سنگین باعث ایجاد دهانه‌های برخوردی بر سیاره‌های منظومهٔ خورشیدی شدند.

آخرین بمباران سنگین (LHB) یا پیشامد قمری دوره‌ای بود که از حدود ۴ تا ۳٫۸ میلیارد سال پیش به‌درازا کشید و طی آن برخورد شهاب‌سنگ‌ها به بخش درونی منظومهٔ خورشیدی (کرهٔ زمین و دیگر سیاره‌ها و ماه‌هایشان) بسیار بیشتر از حد رایج آن بود.
وجود چنین دوره‌ای از طریق بررسی دیرینگی دهانه‌های برخوردی سطح کرهٔ ماه و سنگ‌هایی که فضاپیماهای آپولو با خود از ماه آورده‌اند کشف شد.
پژوهش‌ها نشان دادند که شمار فراوانی از این دهانه‌ها در این دوره تشکیل شده‌اند. برخی از این دهانه‌های برخوردی به بزرگی قاره‌های کرهٔ زمین هستند.
در این دوره، به‌طور میانگین در هر ۱۰۰ سال یک برخورد جدی پیش می‌آمد.
پیش از آخرین بمباران سنگین، فضای درونی منظومهٔ خورشیدی برای چند صد میلیون سال دورهٔ نسبتاً آرامی را می‌گذارند.
هنوز آشکار نیست که علت این افزایش در شمار بمباران‌های شهاب‌سنگی چه بوده‌است.
یکی از نظریه‌ها در این مورد اینست که مدار سیارهٔ مشتری در این دوره کوچک‌تر شد و در اثر آن، میدان گرانشی این سیاره به گونه‌ای تغییر یافت که باعث تغییر مدار شهاب‌سنگ‌های پیرامونی و برخورد آن‌ها با سیارات شد.
نظریهٔ دیگری نیز وجود دارد که معتقد به یک برخورد عظیم در منظومهٔ خورشیدی است که در پی آن آوارهای فراوانی به شکل شهاب‌سنگ در فضا پخش شد.
از آن‌جا که قدیمی‌ترین سنگ‌های موجود بر کرهٔ زمین ۳٫۸ میلیارد سال قدمت دارند نمی‌توان شواهدی از برخوردهای دورهٔ آخرین بمباران سنگین را بر روی کرهٔ زمین یافت.